# Piano
Piano este un film românesc din 2005 regizat de Dorian Boguță. Rolurile principale au fost interpretate de actorii Elias Ferkin, Șerban Pavlu, Adelaida Perjoiu.

## Distribuție
Distribuția filmului este alcătuită din:
- Adelaida Perjoiu
- Elias Ferkin
- Șerban Pavlu — Ștefan